# Possehl
Possehl (L. Possehl & Co. mbh) est une holding allemande présente dans plus de 170 sociétés de par le monde, structurées autour de neuf pôles diversifiés fonctionnant de manière indépendante et décentralisée. Remontant à 1847, fondée à Lübeck, elle s'inscrit dans la lignée de la ligue hanséatique et est contrôlée par une fondation à but non lucratif.

## Histoire

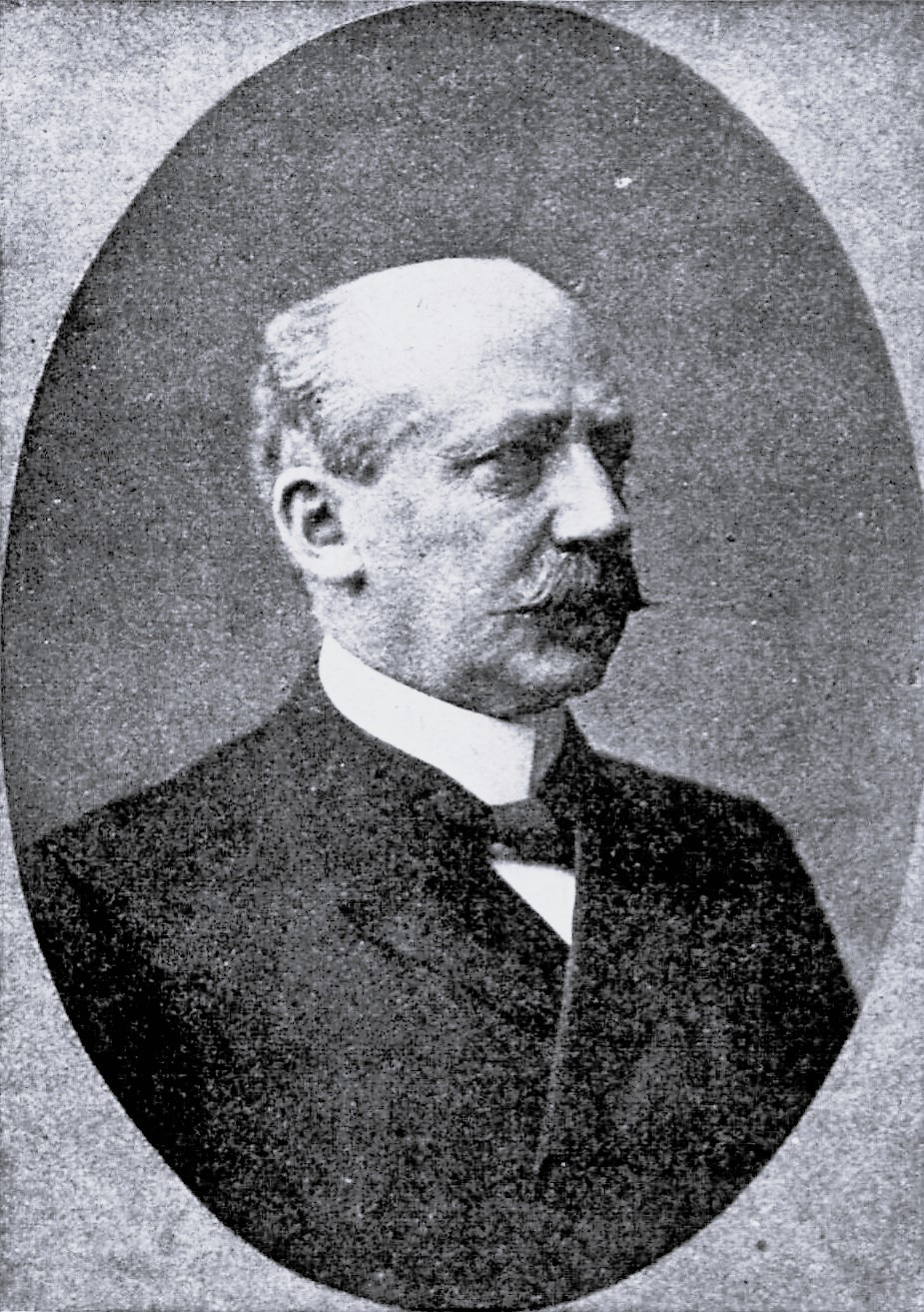
Le fondateur, Emil Possehl (1850-1919).

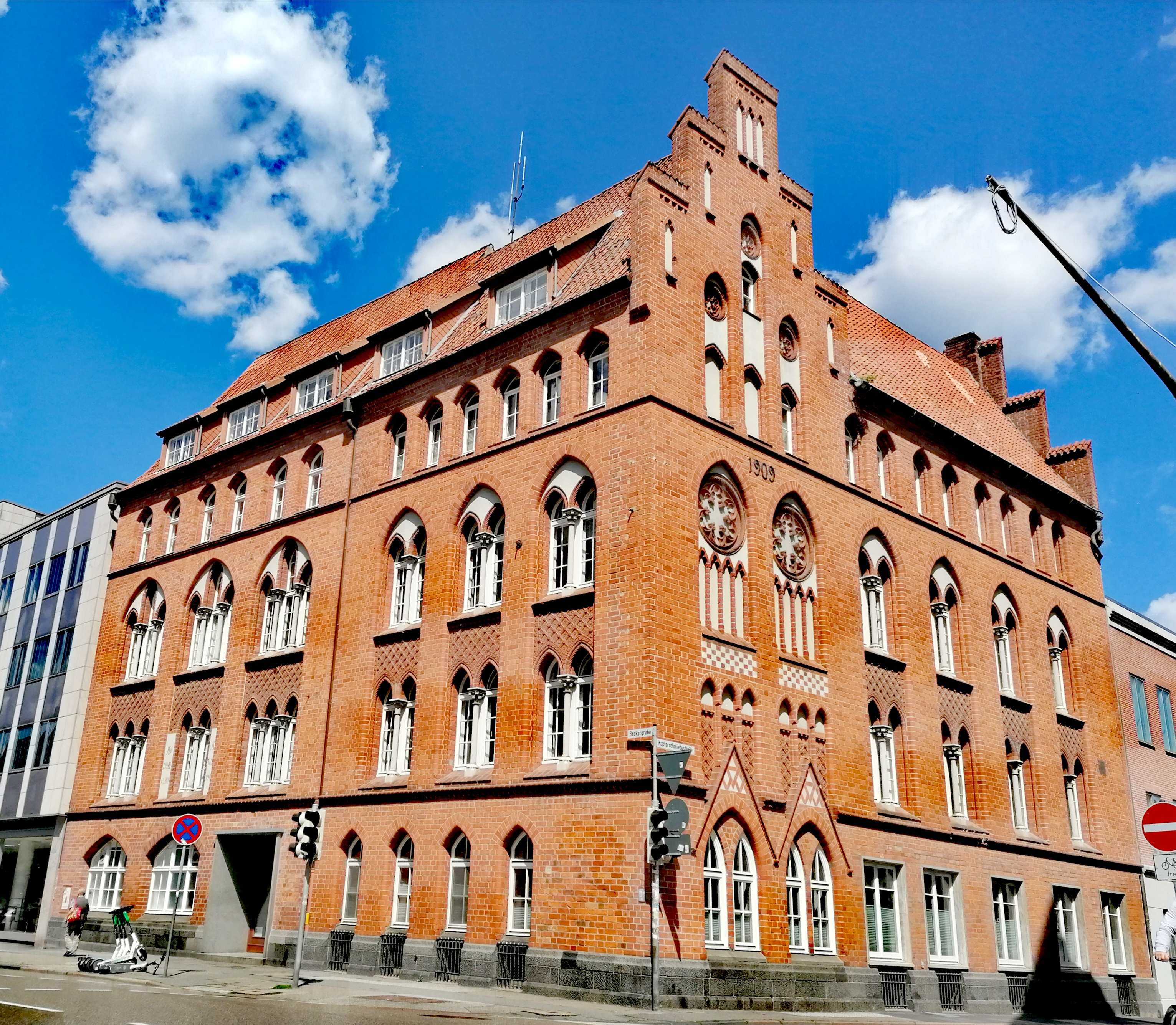
Possehl-Haus (Lübeck, en 2022) : bâtiment commercial achevé en 1909, où se trouve encore aujourd'hui le siège.

Le marchand Ludwig Possehl (1810-1875) fonde le 1er mai 1847 à Lübeck une société de négoce de charbon et de fer. Son héritage, colossal, est transformé par son fils Emil Possehl en une fondation, la Possehl-Stiftung, en 1915. Il lègue sa fortune à la ville à la condition que celle-ci serve à promouvoir le bien public, l'amour du pays et la jeunesse. Emil Possehl avait rejoint l'Alldeutscher Verband dès 1890. Après sa mort, les buts de la fondation se sont recentrés sur l'embellissement de la ville de Lübeck et de ses installations publiques, le soutien aux organisations municipales à but non lucratif, en particulier celles au service de la jeunesse, la promotion de l'art et de la science, du commerce, des transports maritimes, de l'industrie et du commerce pour la formation des jeunes, la promotion de l'aide sociale, en particulier pour les invalides et les survivants de la guerre. Après 1945, une fois la paix revenue, les buts poursuivis sont restés essentiellement les mêmes. Le siège est toujours situé dans le Beckergrube, la partie historique de Lübeck. 
La fondation, actuellement dirigé par l'entrepreneur Max Schön, est l'unique actionnaire de la société de négoce L. Possehl & Co. mbh dont le métier de base est le négoce de minerais, de métaux précieux, de composants électroniques et de marchandises.
L. Possehl & Co. mbh est à la tête d'une holding qui possède des prises de participations dans 62 sociétés allemandes et 97 sociétés étrangères, ce qui représente plus de 12 000 employés et 3,283 milliards d'euros de chiffres d'affaires consolidés (2017). Le groupe a connu une forte baisse de ses résultats entre 2002 et 2005.
La particularité de ce groupe est de laisser chacune de ses entités totalement indépendante.

## Neuf pôles diversifiés

### Construction
En 2014, ce pôle représentait 9 % des ventes du groupe et comprenait les sociétés suivantes :
- Possehl Spezialbau (surfaces en béton et en asphalte)
- DFT Deutsche Flächen-Technik (revêtements industriels)
- Mickan General-Bau-Gesellschaft Amberg mbH & Co. KG (génie civil)
- Bennert und Nüthen (restauration de monuments)
- Euroquarz (sable de quartz)
- Pagel (mortier)

### Systèmes de gestion de documents
En 2014, ce pôle représentait 3,5 % des ventes et comprenait :
- Böwe Systec, racheté en 2010, solutions logicielles pour les centres d’impression et de traitement du courrier.

### Presses à imprimer, impression
En 2014, ce pôle représentait 8 % des ventes et comprenait :
- Manroland Web Systems, acquis en 2012, fabricant de presses offset.
- Novexx Solutions GmbH, fondé en 2015, machines d'étiquetage.

### Traitement des métaux précieux
En 2014, ce pôle représentait 40 % des ventes et comprenait :
- Cookson Precious Metals, acquis en 2013.
- Heimerle + Meule (raffinage d'or et d'argent)
- Weston Beamor Holdings Limited (métaux précieux)

### Élastomères
En 2014, le pôle élastomère représentait 13 % des ventes et comprenait :
- Harburg-Freudenberger Maschinenbau GmbH
- TireTech und Mixing Group
- Press+Lipid Tech

### Électronique
En 2014, le pôle électronique, Possehl Electronics, a généré 7,5 % des ventes.
Il s'agit essentiellement de lead frame, de filaments métalliques servant de connecteurs dans les composants électroniques, notamment les microprocesseurs. Possehl Electronics se classe au deuxième rang mondial dans la production de lead frames laminés (LamFrames).
Possehl Electronics France est implanté à Roche-la-Molière.

### Machines de nettoyage
En 2014, ce pôle a généré 12,5 % des ventes. On trouve les sociétés suivantes :
- Hako, fabricant de véhicules de voirie et de nettoyage.
- Minuteman, PowerBoss et Multiclean, des machines de nettoyage et d'entretien.

### Petites ou moyennes entreprises (PME)
Pôle fondé en 2009, Possehl investit largement dans le tissu des PME allemandes et européennes possédant un fort potentiel écoresponsable.
- A. Monforts Textile Machinery GmbH & Co. KG (machine à tisser)
- Van Mannekus B.V. (traitement et commerce du magnésium)
- GeoCrete B.V. (Produits de ciment pour la stabilisation des sols et l'immobilisation des polluants)
- C. Welsch (broyeur de minéraux)
- Possehl Kehrmann (retraitement et élimination des déchets de l'industrie métallurgique
- Teutonia Fracht und Assekuranzkontor GmbH
- Lubeca Versicherungskontor GmbH (compagnie d'assurance)
- Lübeck Linie GmbH (ancienne compagnie maritime, devenue société de gestion immobilière)
- Possehl Umweltschutz GmbH (récupération et recyclage des huiles usées)
- Hirtler Seifen GmbH (savons solides)
- Kleine Wolke Textilgesellschaft (tapis et accessoires de bains)
- DMA Maschinen und Anlagenbau (systèmes de convoyage)
- Logopak Systems (étiquetage)
- MGG Micro Incandescent Company Menzel (micro-lampe électrique)
- Gabler Maschinenbau GmbH (stabilisateur pour submersible)
- Düring Schweißtechnik GmbH (pistolet de soudage pour robot)
- Savo-Technik Rotationsguss GmbH (coque en matières plastiques)